# Fernando Sánchez Dragó
Fernando Sánchez Dragó (Madrid, 2 de outubro de 1936 – Castilfrío de la Sierra, 10 de abril de 2023) foi um escritor espanhol.
Foi um apaixonado por a literatura, a tourada, as viagens, o Japão e a Índia.
Escreveu mais de quarenta livros, principalmente ensaios e romances, também traduziu do francês para o espanhol e dirigiu o semanal digital La Retaguardia.  
É pai de quatro filhos, cada um de uma mãe diferente, uma deles é a actriz, locutora de rádio e escritora espanhola Ayanta Barilli, o mais novo nasceu quando o escritor tinha 75 anos.
Defende ideias heterodoxas, muitas delas politicamente incorretas.
Pensou, como Carl Gustav Jung, que "a vida não vivida é uma doença da qual pode-se morrer".

## Biografía
Fernando Sánchez Dragó é o filho primogénito de Elena Dragó Carratalà e o único e póstumo do jornalista Fernando Sánchez Monreal, quem dirigia a agência de notícias Febus, a mais importante da Espanha, quando eclodiu a Guerra Civil Espanhola, em julho de 1936.
Quando criança passava muito tempo conversando com o suo anjo da guarda, chamado Jai.
Com três anos de idade aprendeu a ler, disse que queria ser escritor quando ficasse mais velho e roubou uma vaca na Galiza (noroeste da Espanha).
Tinha seis anos quando a sua mãe levou-o ao cinema pela primeira vez para ver o filme O Mágico de Oz, que lhe fez conceber a vida, o mondo, como uma estrada de ladrilhos amarelos.  
Foi um estudante do Colegio del Pilar de Madrid. Obteve a sua licenciatura em Filologia Românica (1959) e Línguas Modernas, especialidade em italiano (1962) e o grau de Doutor em Letras na Universidade de Madrid.
Durante sua infância e adolescência, apenas soube sobre a morte do seu pai que aconteceu durante a guerra civil e sempre supôs que havia sido assassinado pelos republicanos. Mesmo assim, quando iniciou seus estudos universitários entrou no partido comunista convencido por Jorge Semprún, sem ser comunista, para "procurar aventuras".
Em 1956 estando detido por participar nos protestos na universidade, um comissário de polícia revelou-lhe abruptamente que o seu pai havia morrido nas mãos dos nacionalistas sublevados contra a República, o que foi um choque para ele.
Nos anos cinquenta traduziu mais de vinte títulos dos romances do inspetor de polícia Maigret e foi co-fundador da revista poética Aldebarán (1954).
Em 1960 escreveu o romance Eldorado, o seu primeiro livro, em vinte e três dias, com o objectivo de conquistar uma mulher, o conseguiu mais o livro foi publicado em 1984.
Esteve preso em 1956, 1958 e 1963 pela sua escrita e ideologia. Em 1964 estando em prisão domiciliar decidiu ir para o exílio  para viajar e retornou a Espanha em 1970.
Um ano antes, em Roma, enamorou-se por Caterina Barilli assim que a conheceu.
Durante seu exílio foi um correspondente de imprensa do diário El Alcázar adotando o nome do seu pai como pseudônimo.
Visitando Benares em março de 1967, uma manhã cedo quer contemplar o nascer do sol desde um dos ghats, degraus que descem até ao rio Ganges, e vê "dançar o sol" e sente-se embriagado por uma explosão sagrada. Essa experiência, "queda autêntica às portas de Damasco", motivou a conversão de "um intelectual sem óculos, mas com óculos grossos (...) positivista, empirista, racionalista e crítico à maneira ocidental" para um "homem religioso".
Ensinou em universidades na Itália, no Japão, no Senegal, Marrocos, na Jordânia, na Quênia, nos Estados Unidos e na Espanha, onde trabalhou como professor de língua espanhola e literatura e história espanhola e colaborou com diferentes publicações.
Trabalhou na televisão italiana (RAI), do Japão (NHK), a  Televisão Espanhola (RTVE) e em Telemadrid; colaborou com estações de rádio de Espanha (SER, Onda Cero, COPE, esradio) e várias publicações como o jornal El español. Seu trabalho como diretor e apresentador em programas de televisão inclui Encuentros con las letras (1980-1981), Tauromaquia (1980-1983), Biblioteca Nacional (1982-1983), Con el mundo por montera (1989-1990) e Negro sobre blanco (1997-2004), todos caracterizados pela qualidade intelectual dos convidados e pela vivacidade de alguns dos seus debates.
Solicitou o voto a favor de José María Aznar nas eleições gerais de 1993.
Em 1994 começou a pesquisar sobre a morte do seu pai graças ao testemunho de um professor republicano que esteve preso juntamente com Sánchez Monreal na última noite da sua vida. Após vários anos de investigação, chegou à conclusão que seu pai não foi assassinado por motivos políticos, mas por uma rivalidade profissional, o jornalista Juan Pujol, que tinha vínculos estreitos com os sublevados, acusou Sánchez Monreal de ser um republicano perigoso; durante o regime de Franco, Pujol foi nomeado diretor da agência EFE, criada após a guerra por a fusão da agência Febus com duas mais.
Em 2003, viajando pela Etiópia durante a Semana Santa, foi mordido por um cão raivoso em Axum, pôde pegar um "avião misterioso" destinado para Adis Abeba onde recebeu a primeira injeção da vacina antirrábica numa clínica britânica e lhe disseram que era urgente que recebesse uma dose de gamaglobulina, que na Etiópia havia apenas quatro, na Embaixada dos Estados Unidos, mas era muito improvável que a providenciassem. Disposto a voltar para Espanha explicou a sua situação ao embaixador espanhol, quem solicitou a dose à legação americana, que a concedeu. Sánchez Dragó atribuiu a concessão da dose que praticamente salvou sua vida à aliança do governo da Espanha com os Estados Unidos na invasão do Iraque em 2003.
Uma grave obstrução arterial requereu uma intervenção cirúrgica de tripla ponte aorto-coronária em fevereiro de 2005. Três dias após a operação, dançava a valsa nos corredores do hospital.
Entre 1999 e 2016 foi membro do júri do prémio Principe das Astúrias das letras.
Em 2008, declarou estar de acordo com 90% do programa do partido Vox.
Desde 25 de março de 2020 publicou e dirigiu o semanal digital La Retaguardia.
Morreu em 10 de abril de 2023 em Castilfrío de la Sierra, aos 86 anos, devido a um infarto.

#### Prêmios
- Premio Nacional de Ensayo em 1979 por Gárgoris y Habidis, ensaio em que segue o rastro da alma atemporal da Espanha nas suas expressões espirituais desde a pré-história até o século XIX.[52]
- Premio Ondas em 1988 por o programa de televisão Con el mundo por montera.[53]
- Finalista (2º prêmio) do Prémio Planeta em 1990 por O caminho do coração (romance).[54]
- Prémio Planeta em 1992 por A prova do labirinto (romance).[55]
- Prêmio Nacional para a Promoção da Leitura (Premio Nacional al Fomento de la Lectura) em 2000.[56]
- Premio Fernando Lara de Novela em 2006 por Muertes paralelas, romance de não ficção baseado na pesquisa acerca das circunstâncias da morte do seu pai.[57][58]

## Pensamento

#### Sobre a vida
Fernando Sánchez Dragó achou que no caminho da vida não é necessário ter um objetivo, mas que simplesmente metendo um pé diante do outro, caminhar com verve e alegria acaba levando a algum lugar.
Identificou o bem com a felicidade.
Concordou com o princípio búdico de não acreditar em algo porque a tradição o estabeleça ou porque os sábios ou muitos o assegurem, mas que só se deve acreditar no que se verificou por si próprio.
Considerou-se como um "místico sem religião" e declarou-se pagão, xivaísta, dionisíaco, apocalíptico, fundamentalista (integrista) de nada, defensor da embriaguez sagrada, libertino, extravagante, mais próximo de Dom Quixote do que de Sancho Pança e adversário de todo o que soa ou tem gosto de monoteísmo e judaico-cristianismo (se bem que entende a figura de Cristo como o arquétipo junguiano do herói e valoriza o legado pagão sincretizado no catolicismo em contraste com o literalismo bíblico e iconoclasta protestante).
A sua posição sobre a vida adquirida ao longo dos anos pode resumir-se nas seguintes palavras:
Não me importa nada a evolução social, estou interessado apenas na evolução espiritual, o que está dentro de nós (...) Eu acho que o mundo está em constante decadência desde o século VI a.C. E (...) definitivamente chegou ao fundo em 1789. Não sou pluriculturalista, mas cosmopolita, que é o contrário.(...). Foi o primeiro ensinamento de 40 anos atrás que a Índia me transmitiu. O homem nunca muda, mas ele pode ser mais amplo, mais profundo, mais alto, mais intenso e mais extenso. Essa é a minha ideologia.
Definiu viagem como "a distância mais longa entre dois pontos".
Pronunciou-se a favor da eutanásia e o suicídio assistido.

#### Sobre os escritores e a literatura
Para Sánchez Dragó a principal característica dos escritores é a curiosidade, pensou que
O verdadeiro escritor, aquele que nasce escritor, não procura outra coisa senão manter-se vivo. Para mim, escrever é como respirar. Eu sempre escrevi; sempre quis escrever. (...) É o que me mantém vivo; é o que eu sei fazer. Um escritor escreve mesmo que os seus livros não sejam publicados.
e declara:
Eu nunca escrevi para ser amado. Escrevo com um desejo de perfeição, isso é certo. É disso que se trata a arte. É como disse Aldous Huxley: "Há pessoas no mundo que sentem uma tentação irreprimível de brincar com as palavras. Estas pessoas são escritores".
Subscreveu a opinião de María Zambrano "existem coisas que não podem dizer-se (...), mas o que tem de ser escrito é o que não pode ser dito" e a de César González Ruano de que em literatura “todo o que não é autobiografia é plágio". Opinou que os escritores só têm o dever revolucionário de criar beleza, que a sua tarefa é colocar em comunicação o macrocosmo com o microcosmos, tentando explicar desde abaixo o que está acima e que para eles a sua língua é a sua verdadeira pátria.
A sua devoção à leitura despertou-se devido a livro Travesuras de Guillermo de Richmal Crompton, que leu com três anos de idade, o seu amor por ler chegou a tal ponto que seu padrasto lhe deu o apelido de "principezinho que aprendeu tudo nos livros".
A seu ver Dom Quixote é o melhor livro dentre os que não são livros inspirados e que
A grande lição de Dom Quixote é que (...) não importa se as coisas existem ou não existem, o único que importa é como existem em nós, que não importa se um moinho é um moinho ou um gigante, o que importa é que para Dom Quixote esse moinho é um gigante e para Sancho Pança esse moinho é um moinho, e ambos vivem de acordo com aquela realidade psíquica que é própria e intransferível.
Confessou ter sido incapaz de ler o Ulisses de James Joyce, achou que ter quarenta anos e ler romances é infantil porque tudo já está contado, é por isso que ele somente se preocupou com a literatura de "conhecer-me a mim mesmo". Assegurou que todos os livros que tem escritos são autobiográficos e que apenas lê diários, memórias e biografias "que investigam o 'eu' do autor", e não os das personagens inventadas.
No entanto incluiu O Egípcio de Mika Waltari entre as suas escrituras sagradas e o considerou o melhor romance do século XX.

#### Sobre as drogas
Movido por a sua curiosidade, Sánchez Dragó experimentou todas as drogas e opina que deve-se diferenciar entre substâncias como a cocaína, os opiáceos, os barbitúricos ou as anfetaminas e outras como as drogas alucinógenas, como o peiote, a mescalina ou o LSD, substâncias que provocam êxtase ou induzem experiências enteogênicas (cuja ingestão considera ser a coisa mais importante que fez), porque podem ser um meio válido para alcançar o transe que leva a encontrar respostas para as grandes questões da vida.

#### Sobre as religiões
É um estudioso de todas as tradições espirituais do mundo. Sintonizou especialmente com os filósofos pré-socráticos, Platão, os neoplatónicos, os estoicos, as religiões de mistério, o hinduísmo, o budismo e o taoísmo.
Entendeu que a matriz da cultura é a religião, que sem ela não haveria livros sagrados, literatura, pintura nem música, e pensou, tal como Jorge Luis Borges, que a arte não é um espelho do mundo, mas algo adicionado ao mundo.

#### Sobre o mundo contemporâneo
Pensou que estamos no ponto mais baixo da história humana, aquilo a que os hindus chamam Cáli Iuga, a fase final de uma era, que será continuada por um novo ciclo, que a história do homem é a história do universo, e no universo tudo é cíclico, não há progresso, mas há círculos em espiral para cima.
Segundo Sánchez Dragó: 
O sistema em que vivemos digere absolutamente tudo e nada pode ser feito, excepto procurar a salvação individual. Quando muitos indivíduos se tiverem salvo a si próprios, a sociedade será salva.
Achou que depois da Segunda Guerra Mundial:
os países aliados - os capitalistas bem como os comunistas - começaram a vasculhar os escombros do regime derrotado e extraíram deles um álibi de conseqüências devastadoras para a liberdade de pensamento, já que ninguém pode falar desde então -sem se expor a ser marcado como fascista- de coisas como o destino dos povos, o suo arraigamento na história, a degeneração da arte, o inconsciente coletivo, a necessidade do sagrado, os abusos da democracia, a pedagogia dos mitos, a reivindicação da excelência, a barbárie igualitarista e a tolice do relativismo cultural.
Politicamente é difícil de classificar, afirmou: "não sou nem de direita nem de esquerda, não sou ninguém, como Ulisses quando foi interrogado pelo ciclope", e declarou-se um anarquista conservador, elitista, meritocrata, liberal, reacionário, que abominou o progressivismo, a social-democracia (por "sua interferência mesmo nos últimos cantos da vida cotidiana do poder público"), o desenvolvimentismo, o pluriculturalismo (que compara com a queda do Império Romano), a tecnologia, a ideologia de gênero, a globalização, o neoliberalismo, o correção politica e a pós-modernidade.
Seguiu Arnold J. Toynbee em que o comunismo é uma seita do cristianismo, e pensou que na esquerda aninha o medo da liberdade.

#### Sobre Oriente e Ocidente
Entendeu que o Mundo Oriental e o Mundo Ocidental são complementares, nenhum deles representa nada sem o outro.
Preferiu Oriente ao Ocidente e identificou a línea divisória entre eles com a do monoteísmo e o politeísmo, isto é, a fronteira entre o Paquistão e a Índia.
A sua crítica sobre o Mundo Ocidental é radical: no século XVIII os habitantes de Ocidente foram privados das diretrizes éticas e estéticas que somente os mitos proporcionam (diretrizes essenciais para um desenvolvimento equilibrado dos seres humanos), quando a cosmovisão sagrada da vida, de raízes judaico-cristãs, foi substituída pela concepção racionalista "da qual derivam o ateísmo, cartesianismo, cientificismo, mecanicismo, materialismo, economicismo e igualitarismo brutal predominantes na maior parte do mundo".
Respeito à diversidade cultural da humanidade dividiu o mundo em duas partes: 
1. o Japão
2. o resto.
Porque no Japão todos cumprem o seu dever, quase ninguém engana ninguém, o qual é um legado do código de conduta do buxido, não há qualquer tipo de crime e pode deixar as portas do seu carro ou da sua casa abertas e ninguém leva nada. Mas a sua admiração é pelo Japão dos daimiôs, dos samurais, de Yukio Mishima, não pelo Japão de hoje, que é hipermoderno, e sufocante porque tornou-se também um país social-democrata.

#### Sobre a Espanha
O seu juízo sobre a Espanha foi acerado: a Espanha está em coma, o mesmo que Ocidente, experimenta uma deterioração espiritual, cultural, social e ambiental irreversível.
É um país onde o pícaro é um exemplo a seguir, o povo espanhol não passa de plebe porque carece de educação, os pecados capitais dos espanhóis são a inveja, o ódio à excelência e a preguiça, "o espanhol é um lobo para o espanhol", a sociedade espanhola é hipócrita, infantilizada e puritana, atualmente há menos liberdade de costumes do que com o ditador Franco, "a Espanha não tem solução, parafraseando Primo de Rivera, é uma unidade de destino no infernal", por isso diz "não me sento espanhol" e opina como Miguel Hernández que "onde estão os meus sapatos, ali está a minha pátria" e faze seu o provérbio latino ubi bene ibi patria, 'onde quer que esteja bem, há a sua pátria'.
Defendeu que a origem dos Caminhos de Santiago é pré-cristã, e que o sepulcro do apóstolo Santiago em Santiago de Compostela guarda os restos mortais do bispo herege Prisciliano.

#### Sobre a tauromaquia
Sánchez Dragó sentiu que a tauromaquia é o que resta do caráter da Espanha, impregnou o modo de falar, de escrever, de pensar e mesmo de existir da Espanha e é uma parte essencial da sua vida. 
Pensou que o toureiro ensina-nos como viver quando mata o touro e também como morrer quando é ele quem morre na areia da praça ou na enfermaria, e que a sua função é a do herói do mundo antigo, isto é, oferecer exemplaridade pública à sociedade. Agrega aos três mandamentos clássicos da lide a pé, a saber, «parar, temperar e mandar» (parar, templar y mandar), os de «ligar» (ligar) e «carregar a sorte» (cargar la suerte). Entendeu a tauromaquia como sacramento e que os aficionados á tourada são os náufragos da Era dourada.

#### Sobre os gatos
Disse que os gatos são seus mestres porque não entendem a submissão, ao mesmo tempo estão alerta e em repouso  e velam pelo sono das crianças.
Acreditou que são animais psicopompos, isto é, que podem percorrer quando desejam os passadiços que ligam com o além e têm a faculdade, o dever e a vocação de acompanhar os seres humanos, e talvez outros animais, em suas desencarnações.
Suspeitou que é possível que os escritores sejam o animal favorito dos gatos, visto que gostam de sentar ao lado do computador, ao lado das páginas, ao lado da máquina de escrever (antes) e ver como os dedos do escritor estão tirando palavras do fundo da sua mente.
Escreveu o conto Soseki. Inmortal y tigre, dedicado ao suo gato Soseki, que morreu num acidente na sua casa, após examinar as circunstâncias sob as quais o acidente ocorreu, Sánchez Dragó chegou à conclusão de que, para salvar a vida de sua neta, Soseki decidiu sacrificar a sua própria.

## Obra
| - España Viva (1967) - Gárgoris y Habidis. Una Historia Mágica de España (1978) - La España Mágica. Epítome de Gárgoris y Habidis (1983) - Eldorado (1984) - Finisterre: Sobre Viajes, Travesías, Naufragios y Navegaciones (1984) - Ideas para una Nueva Política Cultural (1984) - Las Fuentes del Nilo (1986) - Del Priscilianismo al Liberalismo: Doble salto sin red (1987) - Volapié: Toros y Tauromagia (1987) - La gnosis o en conocimiento de lo oculto (1989) - O caminho do coração (1990) - A prova do labirinto (1992) - La dragontea: Diario de un Guerrero (1992) - Calendario Espiritual (1992) - Discurso Numantino: Segunda y última salida de los ingeniosos hidalgos Gárgoris y Habidis (1995) - La del Alba Sería (1996) - Diccionario de la España Mágica (1997) - En el alambre de Shiva (1997) - El camino hacia Ítaca (1998) - Historia Mágica del Camino de Santiago (1999) - Carta de Jesús al Papa (2001) - El Sendero de la Mano Izquierda (2002) - Sentado Alegre en la Popa (2004) - Kokoro: A Vida o Muerte (Madrid, La Esfera de los Libros, 2005) | - Muertes Paralelas (Barcelona, Planeta, 2006) - Libertad, fraternidad, desigualdad. Derechazos (Áltera, Madrid, 2007). - Diario de la Noche. Los textos más polémicos del informativo nocturno más personal (Planeta, 2007) - Y si habla mal de España... es español (Planeta, 2008) - Soseki: Inmortal y tigre (Planeta, 2009) - Historia mágica del camino de Santiago (Planeta, 2010) - Dios los cría... y ellos hablan de sexo, drogas, España, corrupción... (Planeta, 2010) - Esos días azules. Memorias de un niño raro (Planeta, 2011) - Pacto de sangre: vidas cruzadas (Fernando Sánchez Dragó y Ayanta Barilli) (Temas de Hoy, 2013) - La canción de Roldán: Crimen y castigo (Planeta, 2015) - Shangri-La, el elixir de la eterna juventud (Planeta, 2016) - Santiago Abascal. España vertebrada (Planeta, 2019) - Galgo corredor: Los años guerreros (1953-1964) (Planeta, 2020) - Habáname (Harkonnen Books, 2021) |